# Nikolaus Becker
Nikolaus Becker, född den 8 oktober 1809, död den 28 augusti 1845, var en tysk skald.
Becker blev uppburen genom sin inspirerade, mot de franska anspråken på västra Rhenstranden riktade Sie sollen ihn nicht haben, den freien, deutschen Rhein (1840), tonsatt av bland andra Robert Schumann (den erhöll mer än 100 tonsättningar). Alfred de Musset svarade med visan Nous l’avons eu, votre Rhin allemand! och Lamartine med Marseillaise de la paix.